# Vladimir Gudelj
Vladimir Gudelj, plus connu comme Vlado Gudelj, né le 27 décembre 1966 à Trebinje (Yougoslavie), est un footballeur herzégovinien. Il jouait au poste d'attaquant. Il effectue la majeure partie de sa carrière au FK Velež Mostar et au Celta de Vigo. Il est le troisième meilleur buteur de l'histoire du Celta en Division 1 avec 68 buts.

## Biographie
Gudelj se forme dans les catégories inférieures du Velež Mostar, équipe avec laquelle il débute en première division en 1985. Il participe avec cette équipe à la Coupe UEFA, inscrivant un doublé le 5 octobre 1988, sur la pelouse de l'APOEL Nicosie. Il reste au Velez Mostar jusqu'en 1991.
En 1991, il est recruté par le Celta de Vigo, où il devient un des meilleurs joueurs de l'histoire du club. Lors de la saison 1991-1992, il est le meilleur buteur du championnat de deuxième division, avec 27 buts.
Après avoir mis un terme à sa carrière de joueur, il devient délégué de terrain du Celta.
Le bilan de sa carrière en Espagne s'élève à 195 matchs en première division (67 buts), et 91 matchs en deuxième division (46 buts). Dans les compétitions européennes, son bilan s'élève à 13 matchs en Coupe de l'UEFA (4 buts), et 4 matchs en Coupe des coupes (un but).